# بانک باهاما (کشتی)
بانک باهاما (کشتی) (به انگلیسی: The Bahama Bank) یک کشتی است.